# Louis Marcotte de Quivières
Pour les autres membres de la famille, voir Famille Marcotte.
Louis Edme Modeste Marcotte de Quivières, né le 29 juin 1815 à Landerneau et mort à Quimperlé le 10 décembre 1899 , est un homme politique français, et des grands mécènes artistiques du XIXe siècle.

## Biographie
Il est le fils de Philippe Marcotte de Quivières, collectionneur d'art et mécène, et de Félicité Antoinette "Nathalie" Bochet, sœur d'Edme Bochet. Sous-préfet de Saintes de 1841 à 1848, il devient ensuite agent de change.
En avril 1845, il épouse Gabrielle d'Amblat (ou Damblat), fille de Pierre Caprais d'Amblat, négociant bordelais, et de Héloïse Le Vacher de Boisville, dont il aura comme descendance l'artiste Augustin Marcotte de Quivières et Anne Marcotte de Quivières, marquise de Montholon-Sémonville. À la suite de son mariage, il est propriétaire viticole à Pessac, rachète le château et le Parc de Bourran, et devient maire de Mérignac. 
Il est le frère de madame Henri Panckoucke, Trésorier-Payeur général de Gironde et fils d'Henry Panckoucke et Cécile Bochet, de Charles Marcotte de Quivières, directeur général des Monnaies et Médailles, de Antoine Marcotte de Quivières, directeur des Douanes, de Félix Marcotte de Quivières, Inspecteur des Eaux et Forêts, et de madame Salvador Louis Cherubini, épouse du fils de l'illustre compositeur Luigi Cherubini. Il est aussi le neveu du baron Philippe Morande-Forgeot, directeur à l'administration des Postes, résidant à Bordeaux.
Son père, Philippe Marcotte de Quivières, ayant participé au mécénat de Jean-Auguste-Dominique Ingres auprès de son frère Charles Marcotte d'Argenteuil, il rencontre dans l'atelier du maître un de ses nombreux élèves, le peintre Théodore Chassériau, dont il devient l'ami et le mécène.
L'artiste réalisera son portrait à la mine de plomb ainsi que celui de son épouse, et également le portrait à l'huile de sa fille Anne. Il collectionnera nombre d'œuvres et héritera de certaines de son père dont deux œuvres majeures de jeunesse de Théodore Chassériau conservées aujourd'hui au musée du Louvre : Vénus peinte en 1838 et Esther se parant pour être présentée au roi Assuérus, datant de 1841. Il héritera également de son père de plusieurs œuvres de Ingres dont L'Odalisque à l'esclave (conservé au Fogg Art Museum de Cambridge).
Il est conseiller général de Gironde en 1861 et fait chevalier de la Légion d'honneur.

## Armoiries
« D’argent au lion de sable armé et lampassé de gueules. »

## Sources
- Société de l'Histoire de l'Art Français : Lettres d'Ingres à Marcotte d'Argenteuil par Daniel Ternois, 2001
- Archives Famille Panckoucke et Marcotte de Quivières
- Metropolitan Museum of New-York : Portraits by Ingres - Image of an epoch
- Die Bildniszeichnugnen von J.-A.-D. Ingres, par Hans Naef
- Mémorial de famille, par Étienne Moreau-Nélaton, 1918
- RMN : "Chassériau, un autre romantisme", 2002
- Ressource relative à la vie publique :   - base Léonore